# You Owe Me (Canción de The Chainsmokers)
«You Owe Me» es una canción del dúo de DJs de Música Electrónica The Chainsmokers.  Está compuesta por Alex Pall y Andrew Taggart, con letras escritas por Pall, Taggart, Emily Warren, Chelsea Jade y la producción a cargo de Shaun Frank y The Chainsmokers. La canción fue lanzada a través de Disruptor y Columbia Records el 16 de febrero de 2018, como el segundo sencillo del segundo álbum de estudio del dúo, Sick Boy.

## Contexto
El 14 de febrero de 2018, The Chainsmokers reveló la fecha de lanzamiento del sencillo por redes sociales. La portada presenta un bistec en forma de corazón en un plato, rodeado de verduras rojas. Publicaron un preestreno del audio el día siguiente. La canción fue comparada con Twenty One Pilots' por su cambio de sonido. El dúo cambió su estilo de música  electrónica  guitarras pop-punk y una "synth línea" y un sonido rock alternativo "amigable con la radio".

## Producción
La producción de la canción fue descrita como "cuerno suave" y un acorde de guitarra repetitivo. La canción está descrita como "un retrato oscuro y brutal de depresión y la influencia de los medios de comunicación en su vida reciente."

## Vídeo musical
El vídeo musical, fue dirigido por Rory Kramer, y presenta a The Chainsmokers como vampiros, quiénes se comen a sus huéspedes después de limpiar meticulosamente su mansión.

## Créditos y personal
Los créditos adaptaron de Tidal.
- The Chainsmokers – producción, record engineering
- Emily Warren – piano
- Shaun Frank – producción, ingeniería de mezcla
- Chris Gehringer – ingeniería maestra

## Posiciónamiento en listas
| Lista (2018)                              | Máxima posición |
| ----------------------------------------- | --------------- |
| Australia (ARIA)                          | 73              |
| Austria (Ö3 Austria Top 40)               | 58              |
| Canadá (Canadian Hot 100)                 | 74              |
| Eslovaquia (Singles Digitál Top 100)      | 39              |
| Estados Unidos (Bubbling Under Hot 100)   | 4               |
| Hungría (Stream Top 40)                   | 24              |
| Irlanda (IRMA)                            | 81              |
| Nueva Zelanda (RMNZ)                      | 1               |
| Países Bajos (Mega Single Top 100)        | 83              |
| Portugal (AFP)                            | 85              |
| Reino Unido (UK Singles Chart)            | 97              |
| República Checa (Singles Digitál Top 100) | 28              |
| Suecia (Sverigetopplistan)                | 55              |
| Suiza (Schweizer Hitparade)               | 93              |

## Historial de lanzamientos
| Región         | Fecha                 | Formato          | Versión    | Discográfica | Ref. |
| -------------- | --------------------- | ---------------- | ---------- | ------------ | ---- |
| Varios         | 16 de febrero de 2018 | Descarga digital | Original   | Disruptor    |      |
| Estados Unidos | 9 de marzo de 2018    | Descarga digital | Remixes EP | Disruptor    |      |